# Live au Trianon
Albums de Camille
Le Fil
(2005) Music Hole
(2008)
Live au Trianon est le premier album live de Camille. L'enregistrement s'est effectué les 17 et 18 octobre 2005 par Bénédicte Schmitt et Dominique Blanc-Francard au Trianon à Paris.

## Liste des titres
Il comprend les chansons suivantes :
1. Senza
2. La Jeune Fille aux cheveux blancs
3. Assise
4. Janine I
5. Le Sac des filles
6. Vous
7. Baby Carni Bird
8. Pour que l'amour me quitte
9. Janine II
10. Au port
11. Les Ex
12. Janine III
13. Paris
14. 1, 2, 3
15. Rue de Ménilmontant
16. Pâle septembre
17. Quand je marche
18. Mon petit vieux
19. Elle s'en va
20. Ta douleur
21. Senza

## Musiciens
- Camille : chant, sampler, body percussions, piano sur "Pâle Septembre"
- MaJiKer : piano, piano préparé, accordéon, body percussions, chœurs
- Martin Gamet : basse, contrebasse, percussions, drumkit, chœurs
- Sly "The Mic Buddah" : human beat-boxing à partir de "Au port"

## Vidéo
La captation vidéo du concert est mise en ligne en février 2025 à l’occasion des 20 ans de l’album Le Fil.